# Apuntes bibliográficos de la prensa carlista
Apuntes bibliográficos de la prensa carlista es una obra del periodista José Navarro Cabanes, publicada en 1917.

## Descripción

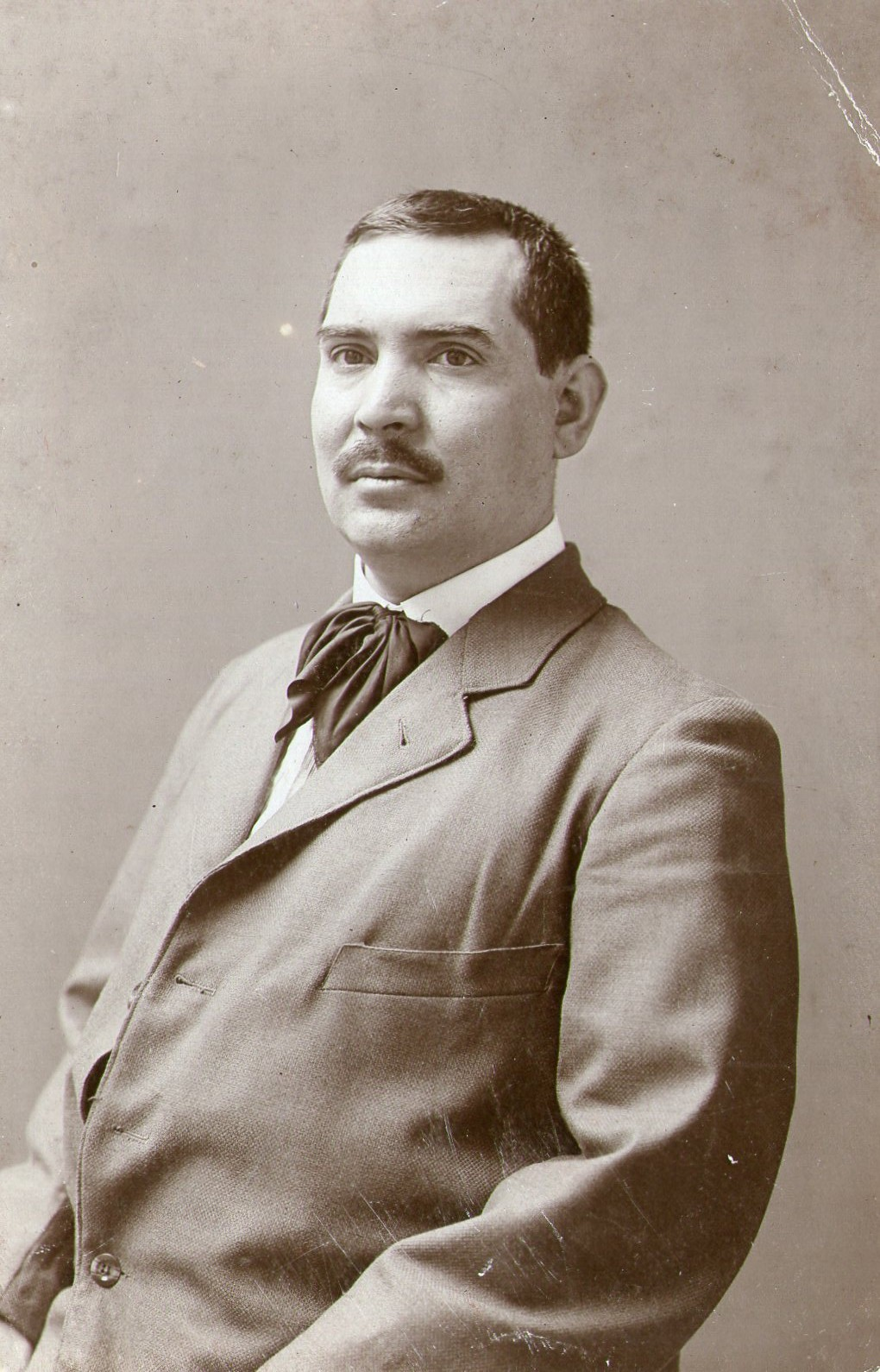
José Navarro Cabanes, autor de la obra

La obra, dedicada a Manuel Simó Marín, se terminó de imprimir en los talleres de Sanchís, Torres y Sanchís el 17 de julio de 1917. Está prologada por Juan Luis Martín Mengod, a la sazón director del Diario de Valencia, e incorpora un texto intermedio de Domingo Cirici Ventalló, redactor jefe de El Correo Español.

«El lector podrá apreciar la labor benedictina que presentan las trescientas mal contadas páginas de este libro, porque si el recoger los datos de los periódicos que actualmente se publican significa ya un trabajo no pequeño, es necesaria una dosis inacabable de paciencia, de celo y de actividad para proporcionarse los de aquellos otros periódicos que desaparecieron, de la mayoría de los cuales no se ha guardado la colección»
Martín Mengod, en el prólogo

Los periódicos adscritos al carlismo que se reseñan están ordenados en orden cronológico, desde la Gaceta del Real de Oñate de 1834 hasta la Llibertat de Igualada de 1914. Sigue al conjunto de entradas un índice alfabético de todas las publicaciones reseñadas. En las primeras páginas se señala que la obra recibió un premio otorgado por Luis Lucia Lucia en un certamen celebrado por la Juventud Legitimista.